# Ischnocampa tolimensis
Ischnocampa tolimensis là một loài bướm đêm thuộc phân họ Arctiinae, họ Erebidae.